# 디링크
디링크(D-Link Corporation, 이전 사명: Datex Systems, Inc.)는 중화민국의 전자제품 제조업체이다. 랜카드 제조업체로 시작하였고 현재에 이르러 소비자 시장과 비즈니스 시장 모두를 아우르는 통신 솔루션의 설계사, 개발사, 제조사가 되었다.
2007년 당시에는 중소기업으로서 전 세계 시장의 21.9%를 차지할만큼 네트워킹 분야에서 선도하는 기업이었다. 2008년 3월에는 전 세계 와이파이 제품 선적에서 전체 시장의 33%를 차지하면서 시장을 주도하는 기업이 되었다. 2007년에 이 회사는 세계에서 가장 좋은 IT 기업 목록 'Info Tech 100'에 속하기도 했다. 비즈니스위크는 세계 시장에서 9번째로 가장 좋은 IT 기업으로 순위를 올리기도 했다.

## 역사
다텍스 시스템스(Datex Systems)는 1986년 대만 타이페이에서 설립되었다.
1992년 회사 이름을 디링크(D-Link)로 변경했다.
디링크는 1994년에 상장되어 대만 증권 거래소의 최초 네트워킹 회사가 되었다. 현재는 뉴욕 증권 거래소에서도 공개적으로 거래되고 있다.
1988년에 디링크는 업계 최초의 P2P 랜스마트(LANSmart) 네트워크 운영 체제( 167-168 )를 출시했다. 이 운영 체제는 Novell의 NetWare 및 TCP/IP와 같은 초기 네트워킹 시스템과 동시에 실행할 수 있지만 당시 대부분의 소규모 네트워크 운영 체제에서는 실행할 수 없었다.
2007년에는 전 세계 중소기업(SMB) 부문에서 21.9%의 시장 점유율로 선도적인 네트워킹 회사였다. 2008년 3월에는 전 세계적으로 와이파이 제품 출하량에서 시장 선두주자가 되었다. 전체 시장의 33%를 점유하고 있다. 2007년에는 세계 최고의 IT 기업을 선정하는 '인포 테크 100' 목록에 선정되었다. 또한 비즈니스위크에서 주주 수익률 부문에서 세계 9위의 IT 기업으로 선정되기도 했다. 같은 해에 디링크는 최초의 Wi-Fi 인증 802.11n 초안 2.0 Wi-Fi 라우터(DIR-655) 중 하나를 출시했으며, 이후 가장 성공적인 초안 802.11n 라우터 중 하나가 되었다.
2013년 5월, 디링크는 블로거 팀 히긴스가 테스트한 대로 당시 가장 빠른 무선 처리량을 달성한 주력 제품인 802.11ac 무선 AC1750 듀얼 밴드 라우터(DIR-868L) 초안을 출시했다.
2019년 4월, 디링크는 유무선 LAN 액세스 인프라 부문에서 Gartner Peer Insights Customers' Choice로 선정되었다.
2020년 6월 디링크가 타이완 스틸 그룹(Taiwan Steel Group)에 합류했다.
2021년 디링크는 국제 정보 보안 브랜드인 사이버비트의 대만 대리점이 되었다고 발표했으며, 홈 와이파이 경험을 변화시키는 새로운 EAGLE PRO AI 시리즈를 출시했다.
2022년 디링크는 TRUSTe Privacy 인증, ISO/IEC 27001:2013 및 BS 10012 인증을 획득했다. 또한 ISO 14064-1 2018의 GHG 파트 1 인증도 획득했다. 또한 디링크는 "디링크"를 설립했다. 국립 대만 과학 기술 대학교와 그룹 장학금'을 통해 외국인 학생들의 대만 유학을 장려한다.

## 같이 보기
- 대만의 기업 목록